# Flexliner
Flexliner er det udtryk som ABB Scandia (som i dag er ejet af Bombardier), i midten af 1990'erne begyndte at anvende om deres "familie" af togsæt, som omfatter IC3, IR4, IC2 og Contessa (Øresundstoget). Det lettest genkendelige fællestræk for alle disse typer, er den karakteristiske front, som i sin tid udvikledes til IC3.

## Historie
I midten af 1990'erne havde DSB efterhånden fået dækket deres behov for togsæt af typen IC3 og IR4, og ordrebogen hos ABB Scandia i Randers (som stod for produktionen af disse tog) var begyndt at se ret tom ud. Og selvom man havde forventninger om en ordre på, endnu under udvikling værende, IC2-tog, mente man at fremtiden så ret sort ud. Imidlertid var der dog folk som kunne se potentialet i IC3-, IR4- og IC2-togene. Alle disse tre typer delte en rækkes fælles karakteristika, bl.a. front- og førerrum-systemet, vognkasser med mere. Man valgte derfor at videreudvikle ideen, for således at kunne friste andre jernbaneselskaber til at købe tog af denne type. På grund af de mange fællestræk og "inter-operabiliteten" (dvs. de tre typer kunne samkøres, uagtet traktionstypen), valgte man det, for udlændinge, mundrette og bedste beskrivende navn: Flexliner, ofte med "The" foran. Man havde store forventninger, men bortset fra enkelte afsætninger af IC3-tog til Sverige, Israel og Spanien (dog bygget lokalt på licens), og leverancer af den første meter (dvs. førerrum og front) til Belgien, opnåede man ikke den store succes. Sidste tog af Flexliner-typen blev DSB's og SJ's Contessa. Udvikling af konceptet endte i begyndelsen af det nye årtusinde.